# Ryan Aeronautical Company
A Ryan Aeronautical Company foi fundada por T. Claude Ryan em San Diego, Califórnia, em 1934. Tornou-se parte da Teledyne em 1969 e da Northrop Grumman quando esta última comprou a Ryan em 1999. A Ryan construiu várias aeronaves histórica e tecnicamente significativas, incluindo quatro designs V/STOL inovadores, mas sua aeronave de produção de maior sucesso foi a linha "Ryan Firebee" de VANTs usados como "drones alvo" para treinamentos e veículo não tripulado para outros fins.

## Histórico
Em 1922, T.C. Ryan fundou um serviço de aviação em San Diego que levaria a vários empreendimentos de aviação com o nome Ryan, incluindo a Ryan Airline Company fundada em 1925.
T.C. Ryan, cujas empresas anteriores eram mais conhecidas pela construção do "avião transatlântico" de Charles Lindbergh, o "Spirit of St. Louis", na verdade não participou da construção da famosa aeronave. Ryan tinha sido proprietário ou sócio de várias empresas anteriores, uma das quais também chamava-se "Ryan Aeronautical". O Spirit of St. Louis não foi construído pela "Ryan Aeronautical" final.
A primeira aeronave da nova empresa foi o S-T Sport Trainer, um monoplano de asa baixa com assento duplo e um motor Menasco B-4 Pirate de 4 cilindros em linha de 95 HP (71 kW). Cinco foram construídos antes de a produção ser trocada para o "Ryan ST-A Aerobatic" com um Menasco C-4 de 125 hp (93 kW) mais poderoso em 1935. Esta aeronave agora tinha potência suficiente para exibições acrobáticas e venceu o Campeonato Internacional de Acrobacia Aérea de 1937. Um ST-A Special melhorado foi construído em 1936, com um Menasco C-4S supercharged de 150 hp (110 kW).
Em 1937 e 1938, um segundo modelo de aeronave civil foi introduzido, o S-C Sport Coupe, ou SC-W com um motor radial Warner Super Scarab de 145 cv (108 kW). O SC-W era uma aeronave maior de três lugares com uma cobertura deslizante e assentos frontais lado a lado. O protótipo SC-M foi originalmente movido por um motor em linha Menasco C-4, no entanto, os testes revelaram que mais potência era necessária. Treze exemplares do SC-W foram construídos, embora o último tenha sido montado com peças excedentes décadas após o término da produção inicial.

## Produtos
| Nome                   | Primeiro voo | Qtd. construída | Tipo                               |
| ---------------------- | ------------ | --------------- | ---------------------------------- |
| Ryan M-1               | 1926         | 36              | Avião correio                      |
| Ryan ST, PT-22 Recruit | 1934         | 1994            | Treinador                          |
| Ryan S-C               | 1937         | 14              | Monoplano com cabine               |
| Ryan YO-51 Dragonfly   | 1940         | 3               | STOL de exploração                 |
| Ryan FR Fireball       | 1944         | 66              | Caça a jato                        |
| Ryan XF2R Dark Shark   | 1946         | 1               | Caça turboélice                    |
| Ryan Navion            | 1948         | 1202            | Avião leve monomotor               |
| Ryan X-13 Vertijet     | 1955         | 2               | Experimental de decolagam vertical |
| Ryan Firebee           | 1955         | xx              | Drone para alvo                    |
| Ryan VZ-3 Vertiplane   | 1959         | 1               | Experimental VSTOL                 |
| Ryan Model 147         | 1960s        |                 | Drone                              |
| Ryan XV-8              | 1961         | 1               | Asa flexível                       |
| Ryan XV-5 Vertifan     | 1964         | 2               | VTOL                               |
| Ryan AQM-91 Firefly    | 1968         | 28              | Drone de reconhecimento            |
| Ryan YQM-98            | 1974         |                 | Drone de reconhecimento            |
| Teledyne Ryan Scarab   | 1988         |                 | Drone de reconhecimento            |
| Teledyne Ryan 410      | 1988         |                 | Drone de reconhecimento            |
| BQM-145 Peregrine      | 1992         |                 | Drone de reconhecimento            |

## Mísseis
- AAM-A-1 Firebird
- ADM-160 MALD